# Грінберг Яків Львович
Я́ків Льво́вич Грі́нберг (28 лютого 1917, Сквира, Київська губернія, Російська імперія — 15 серпня 1992, Україна) — радянський український художник по гриму. Член Спілки кінематографістів України. Нагороджений медалями.

## Біографічні відомості
Народився 28 лютого 1917 р. в м. Сквира Київської обл. в родині робітника. Закінчив училище Київської кінофабрики (1931).
Працював на Київській кіностудії, в Театрі музичної комедії в Єревані.
Учасник Німецько-радянської війни.
Художник-гример Київської кіностудії ім. О. П. Довженка (1947—1992).
Помер 15 серпня 1992 р.

## Фільмографія
Брав участь у створенні стрічок:
- «Том Соєр» (1936)
- «Сорочинський ярмарок» (1939)
- «Тарас Шевченко» (1951)
- «Украдене щастя» (1952)
- «В степах України» (1952)
- «Доля Марини» (1953)
- «„Богатир“ йде в Марто» (1954)
- «Мати» (1955)
- «Любов на світанку» (1957)
- «Дорогою ціною» (1957)
- «Киянка» (1958, 2 а)
- «Лісова пісня» (1961)
- «їхали ми, їхали...» (1962)
- «Стежки-доріжки» (1963)
- «Криниця для спраглих» (1965)
- «Загибель ескадри» (1965)
- «А тепер суди...» (1966)
- «Експеримент доктора Абста» (1968)
- «Важкий колос» (1970)
- «Білий птах з чорною ознакою» (1971)
- «Осяяння» (1971)
- «Наперекір усьому» (1972)
- «Стара фортеця» (1973, т/ф, 3 с)
- «Мріяти і жити» (1974)
- «Там вдалині, за рікою» (1975)
- «Не віддавай королеву» (1975, т/ф, 2 а)
- «Пам'ять землі» (1976, т/ф, 5 с, у співавт. з Т. Татаренко)
- «Талант» (1977, т/ф, 4 а)
- «Народжена революцією» (1973—1977, т/ф, 10 с)
- «Розповіді про любов» (1980, т/ф)
- «Ніч коротка» (1981) та ін.